# House of Lies
House of Lies (estilizado como HOU$E OF LIE$) é uma série de televisão americana, criada por Matthew Carnahan. A série foi ao ar em 8 de janeiro de 2012 e é exibida pelo canal pago Showtime.

## Sinopse
A série é baseada no livro de Martin Kihn (House of Lies: How Management Consultants Steal Your Watch and Then Tell You the Time), na qual conta a história de uma empresa de consultoria comandada pelo inescrupuloso Marty Kaan (Don Cheadle). Ele é capaz de fazer qualquer coisa para agradar seus clientes, nem que para isso tenha que manipular, mentir e ludibriar a tudo e a todos.
A sua equipe é composta por Jeannie Van Der Hooven, Doug Guggenheim e Clyde Oberholt e todos são supervisionados pelo chefe Harrison "Skip" Galweather. Kaan mora com seu pai Jeremiah e Roscoe (no papel do filho homossexual), está presente na maioria dos episódios a ex-esposa Monica, que também é a concorrente número um da empresa em que Marty trabalha.

## Elenco

### Elenco Principal
- Don Cheadle como Marty Kaan
- Kristen Bell como Jeannie van der Hooven
- Ben Schwartz como Clyde Oberholt
- Josh Lawson como Doug Guggenheim
- Dawn Olivieri como Monica Talbot
- Donis Leonard Jr. como Roscoe Kaan
- Glynn Turman como Jeremiah Kaan

### Elenco Coadjuvante
- Greg Germann como Greg Norbert
- Anna Camp como Rachel Norbert
- John Aylward como K. Warren McDale
- Richard Schiff como Harrison "Skip" Galweather
- Mo Gaffney como Principal Gita
- Megalyn Echikunwoke como April
- Griffin Dunne como Marco Pelios (O Fazedor de Chuva)

## Recepção
House of Lies teve recepção geralmente favorável por parte da crítica especializada. Na sua primeira temporada, em base de 25 avaliações profissionais, alcançou uma pontuação de 63% no Metacritic.